# Zavalaz
Zavalaz es una banda estadounidense de rock de Los Ángeles, California, formada en el 2013. Cuenta con el cantante/guitarrista Cedric Bixler-Zavala, guitarrista Dan Elkan, Bajista Juan Alderete y el baterista Gregory Rogove.

## Historia
Las raíces de Zavalaz se encuentran en el proyecto solista de Cedric Bixler-Zavala que comenzó durante el tiempo libre trabajando en Noctourniquet de The Mars Volta: "Empezó conmigo teniendo el coraje de tocar mi guitarra de nuevo. Mi esposa me había escuchado tocar y fue realmente alentador ". [1] recién escritas, la mayoría de las canciones acústicas de Bixler-Zavala fueron una salida de su anterior trabajo con The Mars Volta y At the Drive-in: en su página de YouTube los describió como "mayormente cosas tipo balada ... una mañana muy Domingo record. Muy suave". Citó de 1970 AM éxitos de la radio y de la talla de Fleetwood Mac, Neil Young y Roky Erickson como las influencias: "Es parte de ese clásico de la música balada California Sur con seguridad. Hay un montón de armonías y mucho de mí una especie de homenaje a la música que mis padres escuchaban cuando yo era un niño ".
Tras la conclusión de lo que sería la última gira de The Mars Volta en julio de 2012, Bixler-Zavala decidió concentrarse completamente en su disco como solista: "Siempre pensé que nunca podría realizar plenamente cualquier tipo de cosas solo a menos que pudiera poner mi todo en ella. Además, no me gusta hacer cualquier otra cosa, porque siempre sentí que, para mí, fue un conflicto de intereses, sino que se habría diluido la banda si yo hubiera empezado a hacer un control de las cosas en solitario ". [1] Después de haber planeado inicialmente para realizar la mayoría de las partes instrumentales a sí mismo, en lugar de eso decidió conseguir otros músicos para tocar. Él invitó a su compañero de banda Mars Volta Juan Aldereteel baterista Gregory Rogove (Devendra Banhart, Megapuss), el guitarrista Dan Elkan (Hella, Them Hills) y el teclista Nate Walcott. Jonny Polonsky, David Hidalgo, Money Mark, John M. Andersson y Noah Georgeson también han hecho apariciones en el estudio. Las sesiones de grabación fueron diseñados por Robert Carranza, quien anteriormente trabajó en The Mars Volta de The Bedlam en Goliath: "Creo que estaba un poco sorprendido de que podía hacerlo." Él solo me decía lo mucho que le gustaba [mi música], y hemos seguido trabajando en él cada vez que tenía tiempo. " Finalmente Bixler-Zavala se sentía como ético y espiritual que era lo correcto para hacer una banda, [1] que fue nombrado después de Zavalaz apellido de soltera de su madre, con una "Z", añadió al final. Zavalaz se anunció oficialmente el 15 de mayo de 2013, con la alineación de la banda declaró que incluya Bixler-Zavala, Alderete, Rogove y Elkan. El mismo día, se anunciaron una serie de espectáculos de la Costa Oeste en junio con el apoyo de Hacker Dot y EV Kain. Zavalaz disputó su primer concierto en El artificio en Las Vegas el 15 de junio; NateNate (nombre masculino)Walcott se ha unido a la banda durante la gira.
lbum debut Zavalaz ', «All Those Nights We Never Met» está siendo mezclado por Noah Georgeson. [1] El 3 de junio de 2013, un fragmento de la canción "Blue Rose de Grand Street" fue lanzado en YouTube.

## Miembros
Cedric Bixler-Zavala - Voz principal, Guitarras
Dan Elkan - Guitarra, Coros
Juan Alderete - Bajo, Coros
Gregory Rogove - Tambores, Coros
Miembros de rotación:
Nate Walcott - Teclado
Josh Klinghoffer - Teclado (Fecha Alaska)

## Discografía

### Álbumes
- All Those Nights We Never Met (2014)